# 戈爾什科夫海軍元帥級巡防艦
戈爾什科夫蘇聯海軍元帥級巡防艦 （俄语：Фрегаты проекта 22350），是俄罗斯海军最新銳的巡防艦，由位于圣彼得堡的北方设计局设计，并交由北方造船厂建造。

## 背景
戈爾什科夫級是不惧级护卫舰的后续舰，是俄罗斯暂缓建设远洋型海军，强调优先发展近海防御作战舰艇，即第一阶段重点发展近海作战的巡防舰和护卫舰，第二阶段再建造一型能进行远洋作战的多用途驱逐舰，第三阶段才开始发展大型巡洋舰和航空母舰。22350型巡防艦和22380型护卫舰就是俄罗斯在此海军发展规划下推出的新一代多用途軍舰。

## 武器装备
- 1座 A-192M 130公釐艦炮
- 32单元 3K96「多面堡」防空導彈垂發系統
  - 遠程的9M96E2
  - 中程的9M96
  - 近程的9M100
- 16单元 3S14 通用垂直发射系统
  - P-800宝石导弹
  - 3M-54
  - 锆石导弹[1]
- 2座3M89「佩刀」彈砲近迫防衛系統
- 2具SM-588「纸包-NK」4联装330mm反魚雷/反潛魚雷發射器

## 型號

### 22356
2010年11月3日在全欧海军展览上，联合造船集团提出了一种出口型号：22356项目。

## 圖庫

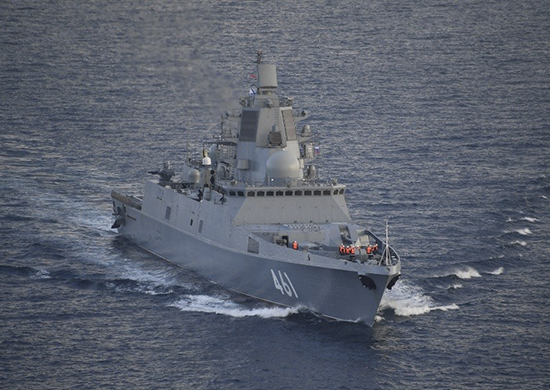
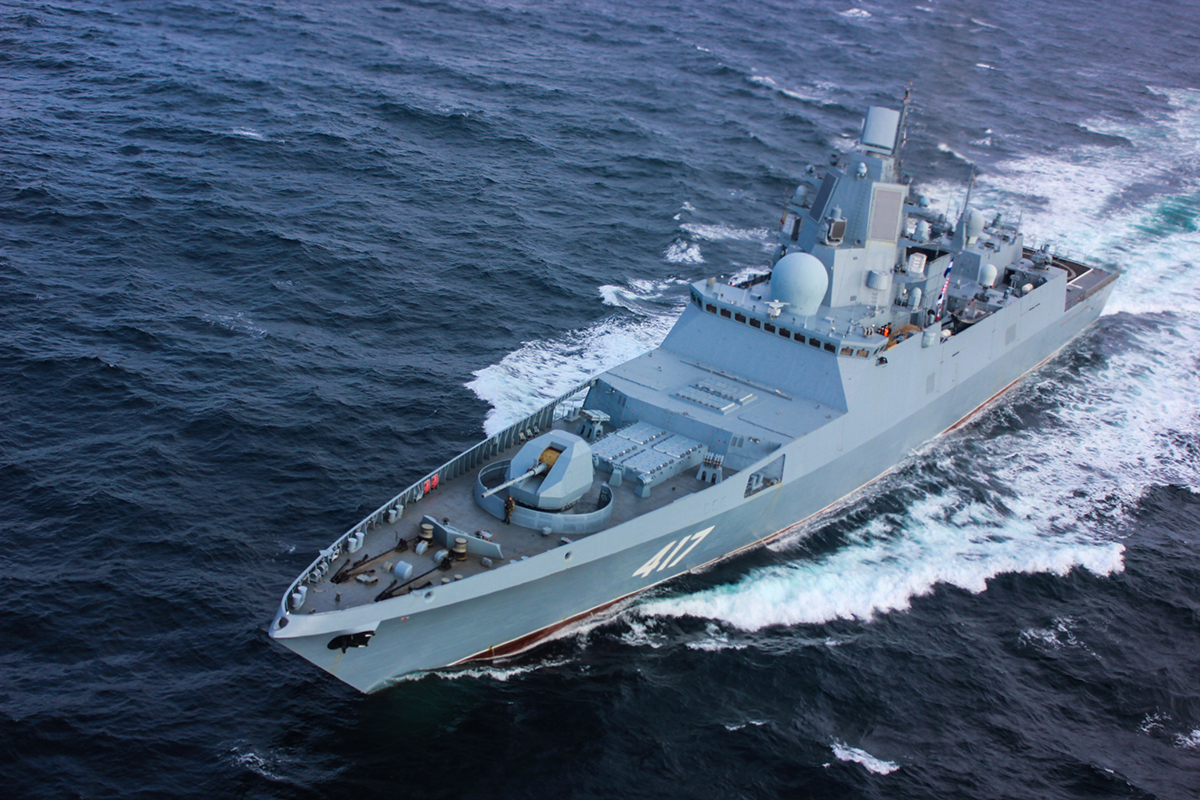
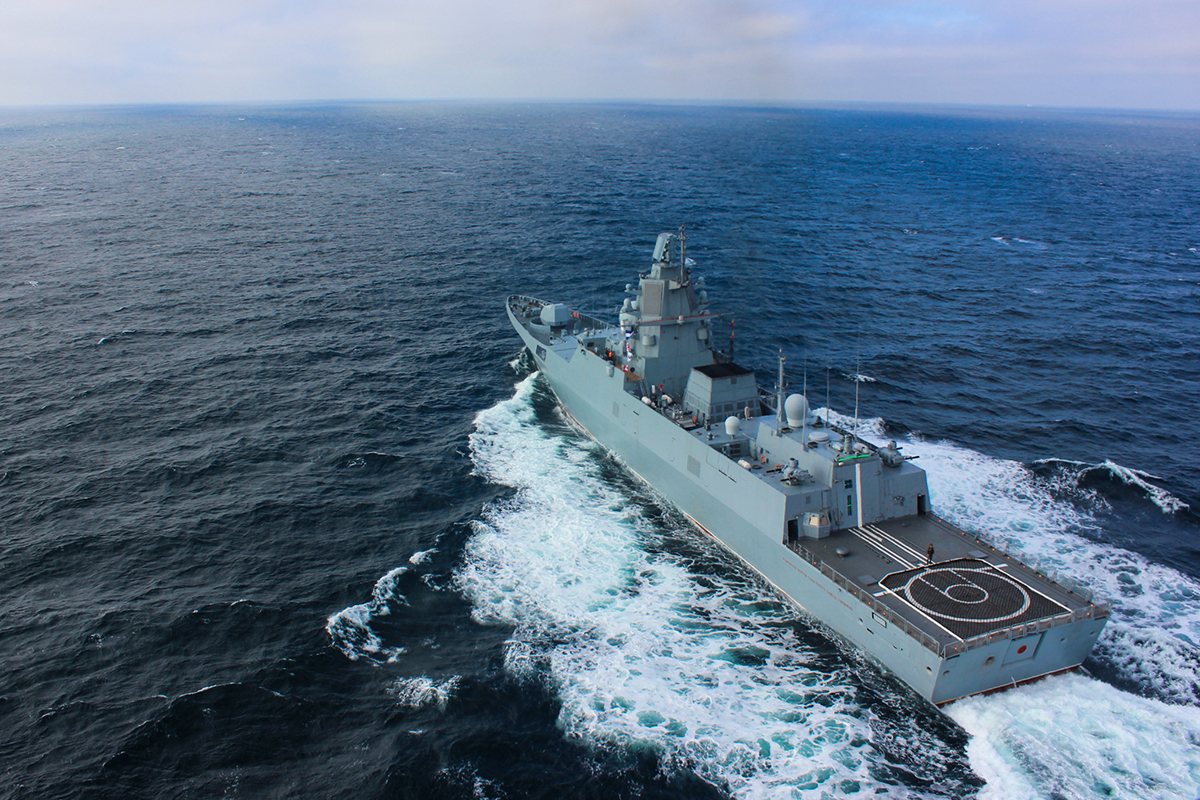
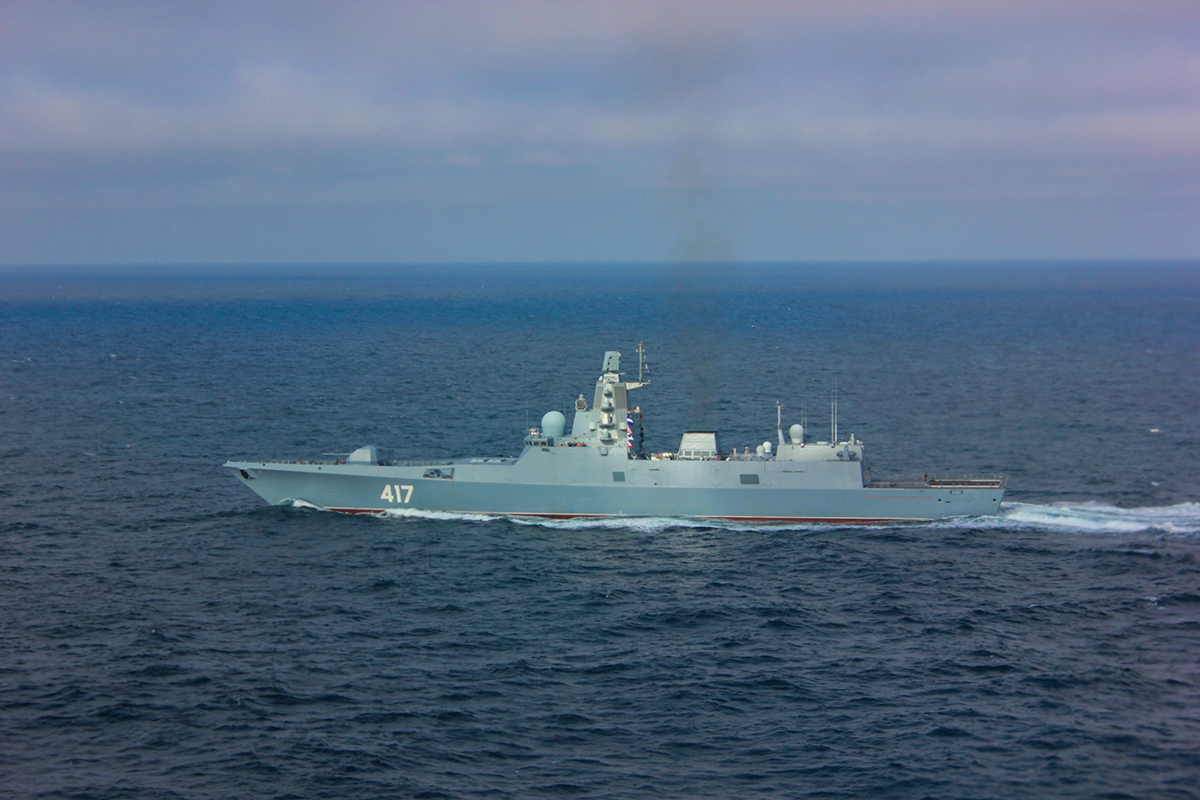

### 22350M
22350M型，滿載排水量約7000噸。

## 同型舰
|    | 舰名                       | 舷号 | 厂号 | 動工时间       | 下水时间       | 服役时间       | 隶属       |
| -- | -------------------------- | ---- | ---- | -------------- | -------------- | -------------- | ---------- |
| 01 | < > 戈尔什科夫海军元帅号   | 454  | 921  | 2006年2月1日   | 2010年10月29日 | 2018年7月28日  | 北方舰队   |
| 02 | < > 卡萨托诺夫海军元帅号   | 461  | 922  | 2009年11月26日 | 2014年12月12日 | 2020年7月21日  | 北方舰队   |
| 03 | < > 戈洛夫科海军上将号     | 456  | 923  | 2012年2月1日   | 2020年5月22日  | 2023年12月25日 | 北方舰队   |
| 04 | < > 伊萨科夫苏联海军元帅号 |      | 924  | 2013年11月14日 | 2024年9月27日  | 預定2027年     | 黑海舰队   |
| 05 | < > 阿梅尔科海军上将号     |      | 925  | 2019年4月23日  |                | 預定2026年     | 太平洋舰队 |
| 06 | < > 奇恰戈夫海军上将号     |      | 926  | 2019年4月23日  |                | 預定2026年     | 北方舰队   |
| 07 | < > 尤马舍夫海军上将号     |      | 927  | 2020年7月20日  |                | 預定2027年     | 北方舰队   |
| 08 | < > 斯皮里多诺夫海军上将号 |      | 928  | 2020年7月20日  |                | 預定2027年     | 北方舰队   |
| 09 | < > 格羅莫夫海军上将号     |      | 929  | 2023年         |                | 預定2029年     | 北方舰队   |
| 10 | < > 維索茨基海军上将号     |      | 930  | 2023年         |                | 預定2029年     | 北方舰队   |

## 參见

### 相关
- 俄罗斯军事
- 俄罗斯海军

### 歐洲的類似巡防艦
- 伊萬·休特菲爾德級巡防艦 丹麦
- 薩克森級巡防艦 德国
- 七省級巡防艦 荷蘭
- 阿爾瓦羅·巴贊級巡防艦 西班牙
- 波尼法斯級巡防艦 西班牙
- 阿基坦級巡防艦 法國
- 卡洛·伯伽米尼級巡防艦 (2011年) 義大利